# Барбо де Вильнёв, Габриэль Сюзанна
Габриэль-Сюзанна Барбо де Вильнёв (фр. Gabrielle-Suzanne Barbot de Villeneuve) (родилась в 1685 году, Париж, Французское королевство — умерла 29 декабря 1755 года, Париж) — французская писательница, сказочница. Большинство её произведений подзабыты французским сообществом, но она считается первым автором популярной и всемирно известной сказки — «Красавица и чудовище».

## Биография
Барбо родилась и умерла в Париже, но она происходила из известной протестантской семьи из Ла-Рошели. Сюзан — потомок Амоса Барбо, бывшего пэром Франции. Его брат Жан Амос стал мэром Ла-Рошели в 1610 году. Другой предок, Жан Барбо, (1655—1712) был одним из первых исследователей Западной Африки и Карибского бассейна, Жан работал агентом на невольнических судах. Он опубликовал свои путевые журналы на французском и английском языках, когда переехал в Англию, чтобы избежать преследований за протестантскую веру после отмены Нантского эдикта 1685 года Людовиком XIV.
В 1706 году Габриэль-Сюзанна вышла замуж за Жан-Батиста Гаалона де Вильнёв, члена аристократического рода из Пуату. После шести месяцев брака она подала просьбу о разделе имущества, так как Жан-Батист уже успел растратить большую часть общего наследства. В этом браке родилась дочка, но нет документов, подтверждающих, что она выжила. В 1711 году Габриэль-Сюзанна стала вдовой в возрасте 26 лет.
Чтобы найти себе занятие и средства на жизнь, Барбо вернулась в Париж, где встретилась с Кребийоном, известным драматургом. Вполне вероятно, что она начала с ним сотрудничество в начале 1730-х годов (хотя самая ранняя документально указанная дата 1748), и оставалась с ним до самой своей смерти в 1755 году. Габриэль-Сюзанна публиковала сказки и романы, в том числе новеллу «Le Phénix conjugal, nouvelle du temps» (1734), два сборника сказок, «La Jeune Américaine et les contes marins» (1740), а также четыре романа. «La Jardinière de Vincennes» считался её шедевром и крупнейшим коммерческим успехом.
Она особенно известна своей оригинальной историей о «La Belle et la Bête», которая является старейшим известным вариантом сказки «Красавица и чудовище». После смерти произведения Вильнёв были сокращены и переписаны. Лепренс де Бомон включила сокращённый вариант сказки в 1756 году в свой журнал Magasin des Enfants ou Dialogues d’une sage gouvernante avec ses eleves de la premier distinction, предназначенный дать молодым английским девушкам уроки нравственности. В этой популярной публикации нигде не упоминается, что Вильнёв автор произведения, поэтому автором сказки зачастую называют Лепренс де Бомон. Сокращённый вариант де Бомон — одна из самых известных версий этой сказки.

## Список произведений
Составить точный список произведений Барбо де Вильнёв очень трудно, так как многие из них она публиковала анонимно и подписывала «Mme de V***», однозначно идентифицированы следующие её произведения:
- «Le Phénix conjugal, nouvelle du temps» (1734)
- «Gaston de Foix», quatrième du nom, nouvelle historique, galante et tragique» (1739)
- «Contes de cette année» (1744) и как посмертное издание «Contes de Mme de Villeneuve» (1765)
- «Les Belles solitaires» (1745)
- «La Jardinière de Vincennes» (1753)
- «Le Juge prévenu» (1754)
- «La Jeune Américaine et les contes marins» (1740)
- «Le Beau-frère supposé» (1740)
- «Le Temps et la patience, conte moral» (1768) посмертное издание